# Kolonia (Libusza)
Kolonia (Kolonia Libusza) – część wsi Libusza w Polsce, położona w województwie małopolskim, w powiecie gorlickim, w gminie Biecz. Wchodzi w skład sołectwa Libusza.
W latach 1975–1998 Kolonia położona była w województwie krośnieńskim.